# Fazerdaze
Amelia Murray
Amelia Murray, née en 1993 à Wellington (Nouvelle-Zélande), est une auteure-compositrice-interprète, productrice et multi-instrumentiste néo-zélandaise,. Elle est surtout connue sous son pseudonyme musical Fazerdaze qui est aussi le nom de son groupe.
Amelia Murray connaît le succès pour la première fois en 2014 pour son premier Extended play (EP) portant son pseudonyme de Fazerdaze. Elle acquiert une nouvelle reconnaissance en 2017 après la sortie de son premier album, Morningside. Son single intitulé Lucky Girl devient un hit viral. Après une période de burnout professionnel et de projets personnels, elle fait une pause de plusieurs années dans l'industrie de la musique, mais elle y revient fin 2022 avec son deuxième EP signé Fazerdaze, Break ! Son deuxième album, Soft Power, sort le 15 novembre 2024 et est bien reçu par la critique.
La musique de Fazerdaze est particulièrement connue pour ses paroles intimistes et introspectives et sa production onirique chargée de références,,,. Les principaux genres associés à Fazerdaze sont la dream pop, le shoegaze et le rock alternatif.

## Jeunesse et formation
Amelia Rahayu Murray naît en 1993 à Wellington ; son père est néo-zélandais d'origine anglaise et sa mère est indonésienne. Elle est la plus jeune d'une fratrie de trois frères et sœurs, et elle grandit dans la capitale de la Nouvelle-Zélande, sa ville natale, Wellington,. Son intérêt pour la musique s'éveille lorsqu'elle joue à 13 ans sur la guitare de son père. Pendant ses études au Onslow College, un lycée de Wellington avec un dynamique amphithéâtre musical, elle forme avec ses amis un groupe nommé The Tangle. Le groupe se dissout lorsque ses membres obtiennent leur diplôme d'études secondaires. Amelia Murray prend ensuite la décision de poursuivre sa carrière musicale et s'installe à Auckland pour y étudier la musique à l'Université d'Auckland.

## Carrière musicale

### EP Fazerdaze: 2014-2016
Pendant qu'elle est à l'université, Amelia Murray effectue plusieurs tentatives infructueuses de formation de groupes, puis elle forme le projet de se lancer elle-même, seule, sous le nom de « Fazerdaze ». Peu après, elle enregistre le premier EP portant son pseudonyme dans le studio qu'elle improvise dans sa chambre à Auckland,,,. Elle auto-publie son EP en octobre 2014 et reçoit des critiques positives,. Le genre de l'EP est décrit comme du bedroom pop. À la sortie de l'EP, Amelia Murray commence à jouer seule lors de concerts locaux avec des bribes d'accompagnement. Finalement, elle rencontre d'autres musiciens néo-zélandais et élargit le groupe live de son pseudonyme Fazerdaze pour en faire un groupe complet avec des membres auxiliaires qui l'accompagnent,. Le groupe Fazerdaze commence à faire des tournées à l'étranger et introduit les spectacles d'autres artistes comme Unknown Mortal Orchestra et Connan Mockasin,.

### Morningside: 2017–2018

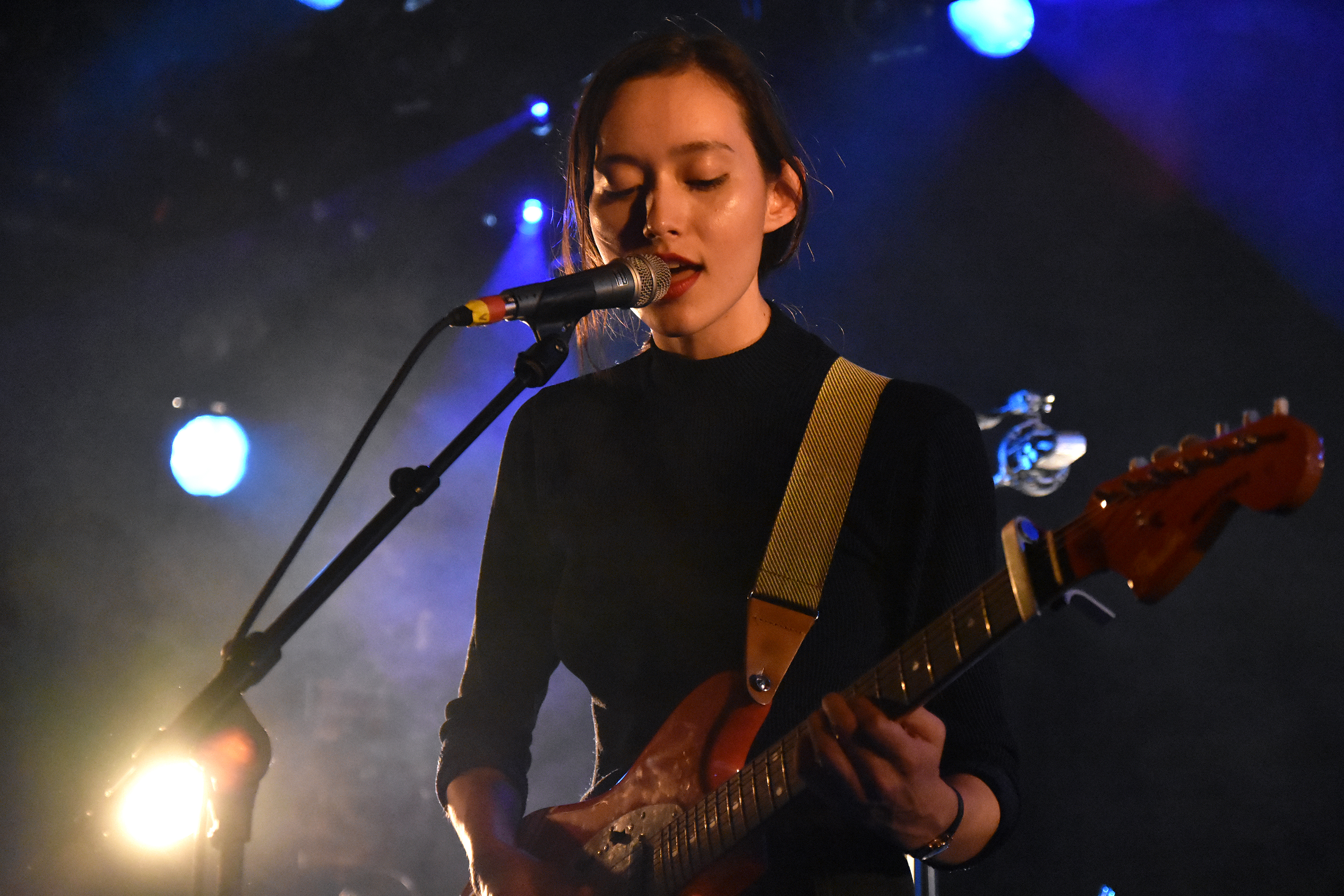
Fazerdaze lors d'un concert en France en mai 2017.

En mai 2017, Amelia Murray sort le premier album de Fazerdaze, Morningside. L'album porte le nom du quartier d'Auckland où elle habite,,. L'album Morningside devient un succès grâce à son single viral Lucky Girl,. Le clip de ce single est tourné et réalisé par Samuel Kristofski. Amelia Murray édite le clip vidéo,. Comme son EP antérieur, l'album est également qualifié de disque pop bedroom. Après avoir effectué de nombreuses tournées nationales et internationales pour l'album, Amelia Murray connaît une période de dépression, un burnout professionnel et rencontre en plus des problèmes personnels avec des relations professionnelles et personnelles malsaines,,.

### Break!: 2022–2023
Amelia Murray marque de ce fait une pause de plusieurs années dans l'industrie musicale, et elle y revient en 2022 avec le deuxième EP de Fazerdaze, Break !, qui est publié le 14 octobre,,. Ce nouvel EP est bien accueilli par les critiques musicales,. Amelia Murray indique que sa pause a joué un rôle déterminant pour l'aider à revenir à la musique, et elle termine l'élaboration de son nouvel EP pendant un confinement de trois mois en Nouvelle-Zélande. Musicalement, Break! est assez différent de ses œuvres précédentes et comprend des éléments de dance pop et de musique électronique electronica.
Fazerdaze apparaît aussi dans un single du groupe de rock néo-zélandais Voom, intitulé Magic, en novembre 2022,. Le chanteur principal de ce groupe, Buzz Moller, avait contribué à l'écriture de ses chansons dans Break!.
Début 2023, Fazerdaze sort Flood Into en single autonome, alors qu'il n'était auparavant disponible que sur la version vinyle de Break!,. En septembre 2023, Fazerdaze sort Bigger, le premier single de son deuxième album, Soft Power, avant la tournée qu'elle effectue fin 2023 en Australie, au Royaume-Uni et en Europe,,.

### Soft Power: 2024
Fazerdaze est annoncée en mai 2024 comme un fort soutien au groupe de rock psychédélique australien Pond lors de leur tournée en Amérique du Nord qui se déroule de novembre à début décembre 2024.
Le 10 septembre 2024, Amelia Murray annonce la date de sortie du deuxième album de Fazerdaze, Soft Power. Parallèlement à cette annonce, elle sort Cherry Pie qui est le deuxième single de l'album. Cette chanson devient son premier hit n°1 dans le classement national NZ Hot Singles,. Le mois suivant, elle sort le troisième single de l'album, intitulé A Thousand Years, le 9 octobre 2024. Juste avant la sortie de cet album, Amelia Murray et son compagnon de groupe, Dave Rowlands, commencent leur tournée avec le group Pond le 12 novembre 2024. Le 15 novembre 2024, Soft Power est publié et reçoit des critiques élogieuses,,,. Fazerdaze sort le quatrième et dernier single de l'album, So Easy, le même jour, avec un clip vidéo sur YouTube.

## Genre musical, influences
Amelia Murray préfère surtout faire de la musique par elle-même, seule. Les principaux genres musicaux auxquels se rattache Fazerdaze sont le dream pop, le bedroom pop, l'indie pop, le rock alternatif, l'indie rock et le shoegaze,,,. Les influences musicales d'Amelia Murray sont notamment les groupes de rock des années 1990, comme les groupes Blur et Nirvana.

## Membres, accompagnateurs

### Studio
- Amelia Murray – chant, guitare, basse, claviers, production (depuis 2014).

### Live
Les contributeurs de Fazerdaze pour les performances live sont indiqués d'après Andy Hazel, et les notes des pochettes de Break! et de Soft Power :  
- Amelia Murray – chant et guitare (depuis 2014) ;
- Dave Rowlands – guitare (depuis 2022) ;
- Kathleen Tomacruz – guitare basse (depuis 2022) ;
- Oliver O'Loughlin – batterie (de 2017 à 2018 ; depuis 2022)[7],[16] ;
- Carla Camilleri – claviers (depuis 2022).

#### Anciens membres en live
Selon Gareth Shute et David Farrier, :
- Gareth Thomas – guitare basse (2014–2015) ;
- Andrea Holmes – batterie (2014–2015) ;
- Mark Perkins – guitare, claviers (2015–2018) ;
- Elliot Francis – batterie (2015–2018) ;
- Benjamin Locke – guitare basse (2015–2018) ;
- Guy Cowan (2017-2018) ;
- Benjamin Tindall (2017-2018).

## Discographie

### Albums studio
| Titre       | Détails de l'album | Meilleur classement  | Meilleur classement  |
| Titre       | Détails de l'album | Top 20 néo-zélandais | Top 40 néo-zélandais |
| ----------- | --- | -------------------- | -------------------- |
| Morningside | - Sortie : 5 mai 2017 - Label : Nonne volante - Format : LP, CD, téléchargement numérique, streaming                                   | 6                    | 23                   |
| Soft Power  | - Sortie : 15 novembre 2024 - Label : Butterfly Records (AU/NZ), section1 (ROW) - Format : LP, CD, téléchargement numérique, streaming | 2                    | 12                   |

### Extended plays
Les deux extended plays (EP) de Fazerdaze sont publiés en octobre 2014 et en octobre 2022.
| Titre        | Détails de l'EP                                                                                              | Meilleur classement  | Meilleur classement  |
| Titre        | Détails de l'EP                                                                                              | Top 20 néo-zélandais | Top 40 néo-zélandais |
| ------------ | --- | -------------------- | -------------------- |
| EP Fazerdaze | - Sortie : 20 octobre 2014 - Label : Auto-produit - Format : Téléchargement numérique, streaming             | —                    | —                    |
| Break!       | - Sortie : 14 octobre 2022 - Label : section1, Flying Nun - Format : LP, téléchargement numérique, streaming | 6                    | 24                   |

### Singles
| Titre                                                                                               | Année | Meilleur classement  | Meilleur classement  | Album       |
| Titre                                                                                               | Année | Top 20 néo-zélandais | Top 40 néo-zélandais | Album       |
| --------------------------------------------------------------------------------------------------- | ----- | -------------------- | -------------------- | ----------- |
| Little Uneasy                                                                                       | 2015  | —                    | —                    | Morningside |
| Lucky Girl                                                                                          | 2017  | —                    | —                    | Morningside |
| Take It Slow                                                                                        | 2017  | —                    | —                    | Morningside |
| Come Apart                                                                                          | 2022  | 6                    | —                    | Break!      |
| Break!                                                                                              | 2022  | 12                   | —                    | Break!      |
| Flood Into                                                                                          | 2023  | 18                   | —                    | Break!      |
| Bigger                                                                                              | 2023  | 11                   | —                    | Soft Power  |
| Cherry Pie                                                                                          | 2024  | 1                    | 37                   | Soft Power  |
| A Thousand Years                                                                                    | 2024  | —                    | —                    | Soft Power  |
| So Easy                                                                                             | 2024  | 7                    | —                    | Soft Power  |
| « — » désigne un enregistrement qui n'a pas été classé ou qui n'a pas été publié sur ce territoire. |       |                      |                      |             |

### En collaboration
- Aporia avec Fazerdaze, First Nail In The Coffin, 2018[7],[50].
- Eyedress avec Fazerdaze, Window Eyes, 2018[7],[51].
- Sparrows avec Fazerdaze, Gold in the Tide, 2019[7],[52].
- The Phoenix Foundation, Beside Yourself (avec Fazerdaze), 2021[7],[53].
- Voom avec Fazerdaze, Magic, 2022[21],[22].